# Coventry Patmore
Coventry Kersey Dighton Patmore, född 23 juli 1823, död 26 november 1896, var en brittisk poet.
Patmore stod den prerafaelitiska kretsen nära. Hans diktning är begränsad till omfånget men kvalitativt betydande. Hans främsta verk finner man i samlingen The Unknown Eros (1877). Hans samlade arbeten utgavs i två band 1886.